# 九州ゴルフ専門学校
学校法人平成学園「九州ゴルフ専門学校」（きゅうしゅうゴルフせんもんがっこう）とは、福岡県北九州市小倉北区にあったゴルフ専門学校。

## 概要
1995年「九州ゴルフビジネス学院」として開校。3年後、「プロゴルフコース」「インストラクターコース」「キャディコース」「ビジネスコース」「スポーツ福祉コース」の5つの学科を設け、全国で3校目、九州では初となるゴルフ専修学校の認可を得る。

## 沿革
- 1995年 「九州ゴルフビジネス学院」として開校。
- 1998年　改称し「九州ゴルフ専門学校」となる。
- 2020年3月13日 - 第349回福岡県私立学校審議会にて当校への閉鎖命令が認可される[1]。同時に学校法人平成学園についても解散命令が認可される。

## 所在地
〒802-0023
福岡県北九州市小倉北区下富野5-20-31